# Ed Lee
Edwin Mah "Ed" Lee (kinesiska: 李孟賢), född 5 maj 1952 i Seattle, död 12 december 2017 i San Francisco, var en amerikansk demokratisk politiker. Han var borgmästare i San Francisco från 2011 fram till sin död.
Lee var av kinesisk härkomst och han var den första personen av asiatisk härkomst som tillträdde ämbetet som San Franciscos borgmästare. Han efterträdde 2011 Gavin Newsom som valdes till Kaliforniens viceguvernör.
Han var gift med Anita Lee och hade tre barn.